# Kabusan-ji
Le Kabusan-ji (神峯山寺) est un temple bouddhiste situé à Takatsuki, dans la préfecture d'Osaka au Japon.

## Histoire
Le sanctuaire aurait été fondé en 697 par En no Gyōja pour y vénérer Bishamonten. Le prince Kaijō (開城) restaure le temple bouddhiste en 774. En tant que temple impérial, Kabusan-ji avait le même prestige que le mont Hiei et le mont Katsuragi.
Comme le sanctuaire est l’hôte d'une divinité de la guerre, il a bénéficié de l’intérêt des familles Ashikaga, Toyotomi et Tokugawa. Il est aussi un lieu de pèlerinage pour les marchands d'Osaka.

## Galerie

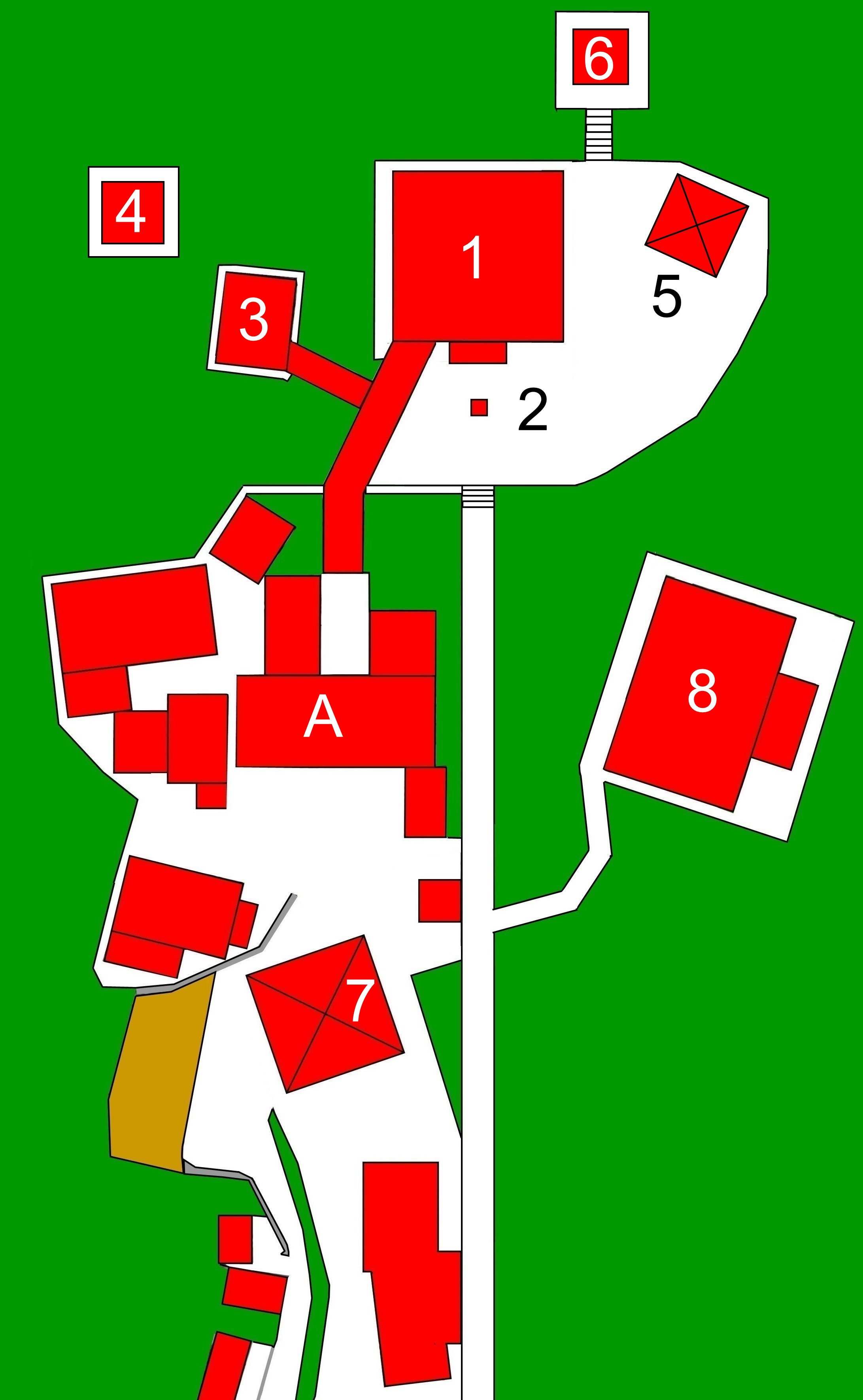
Plan du Kabusan-ji.
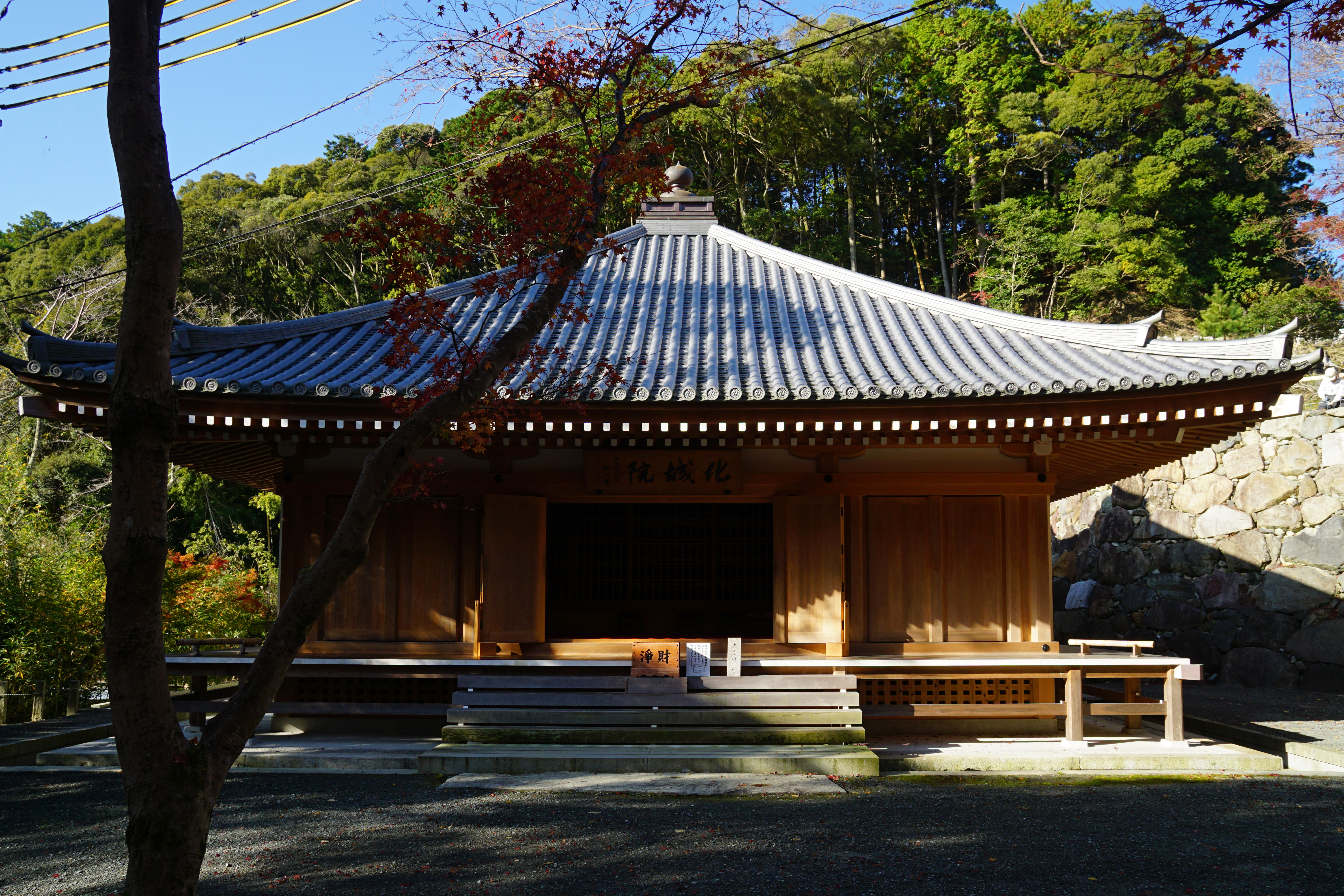
Kejō-in.